# キャプテン・チャールズ・ジョンソン
キャプテン・チャールズ・ジョンソン（Captain Charles Johnson、チャールズ・ジョンソン船長）は、イギリスで1724年に出版された『悪名高き海賊たちの強奪と殺人の歴史』、通称『海賊史』の著者。17-18世紀のカリブの海賊を中心に数多くの有名な海賊たちの伝記や伝説を著述した『海賊史』の著者であること以外、その出自や来歴は不明である。ジョンソンはロンドンの作家によるペンネームと考えられており、実際に当時に船長としてチャールズ・ジョンソンなる者の記録はない。一説にその正体は『ロビンソン・クルーソー』の著者で知られるダニエル・デフォーとするものがあるが、学術的には確定していない。
『海賊史』は当時の有名な海賊たちの記録の主要な情報源であるが、ジョンソンが記した個性的で興味深い海賊像は神話的であり、そこに著述される海賊たちの会話は、多分に脚色されたものだと推測されている。『海賊史』はロンドンのチャールズ・リヴィントンの店で販売されたのを皮切りに非常によく売れ、1726年までに増補第4版が出版されるまでに至った。イギリス海軍史家のデイビッド・コーディリーは、次のように評す。「キャプテン・ジョンソンが現代における海賊の概念を生み出したと言われるが、これを疑う理由はない」。

## 『海賊史』の著者として
ジョンソンの来歴はまったくわかっていないが、『海賊史』の登場人物たちのセリフや人生に関する知識は、彼が実際に何らかの船舶の長であった可能性を示唆する。あるいは海事に精通するプロの作家の偽名の可能性もある。後者の場合に、その名の由来は海賊ヘンリー・エイヴリーの人生を主題とした1712年の演劇『The Successful Pyrate』の劇作家チャールズ・ジョンソンから取られた可能性がある。
当時、『海賊史』に続いてハイウェイマン（追い剥ぎ）や売春婦のカタログないし伝記集も出版されており、チャールズ・ジョンソンは、広く伝記集によって急成長中の出版業界に単に参加しただけであることを示唆している。

## 正体は誰か
歴史家たちによって、その正体を知ろうという試みは何度もなされたが、不明なままである。『海賊史』が出版される42年前を除いて、チャールズ・ジョンソンなる人物が何らかの船舶の船長を務めていたという記録はない。18世紀初頭には同名の劇作家がいたが、彼の作品は海賊とは無関係であった。ジョンソンが実際に海賊だったという説もあるが、やはりそうと思われる人物の記録はない:129。

### ダニエル・デフォー説

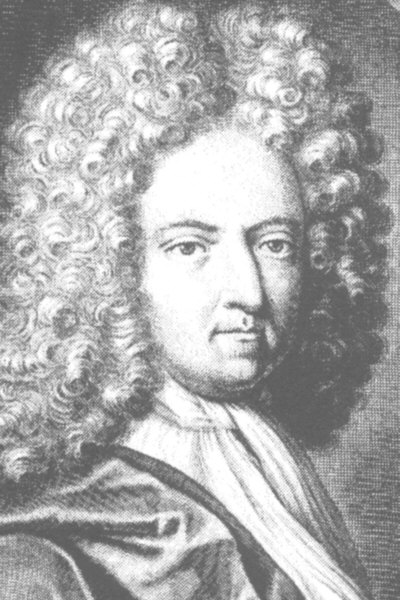
ダニエル・デフォーの肖像画（1706年）

1932年に、文学者であり作家でもあったジョン・ロバート・ムーアは、ダニエル・デフォーが『海賊史』の著者であったとする説を提唱した。ムーアは、長年にわたるデフォー作品の研究の成果として、『海賊史』に限らず様々な作品に関してデフォーが著者ではないかとする研究結果を発表した。ムーアは文体（デフォーの作品に類似した道徳に関する著書もいくつか含む）とデフォー作とみなされている作品との類似性から、『海賊史』は「実質的に」デフォーの作品であると断言した。ムーアはデフォーが航海や（海賊を含んだ）犯罪者といったテーマに関心を抱いていたことから、『海賊史』もまたそれらの系列に入るものとみなした。彼はまたデフォーが『海賊史』を書いた証拠として他の作品を挙げるだけではなく、『海賊史』をデフォーの作品とみなして、他の作品をデフォーの作と比定することも可能だと主張した。ムーアの主張を裏付けるもう一つのポイントは、歴史家を含む多くの作家が、自著の情報源として『海賊史』を参照したことであった:126–141。
ムーアのデフォー研究家としての名声は高く、彼の説を受けてほとんどの図書館が『海賊史』の著者をデフォーに変更したほどであった。

#### デフォー説に対する批判
1988年、学者のP・N・ファーバンクとW・R・オウインズは『The Canonisation of Daniel Defoe（ダニエル・デフォーの列聖）』の中で、ジョンソンとデフォーを結びつける証拠史料がないこと、『海賊史』とデフォーの既知の作品では扱われた内容に差異があることを指摘し、デフォー説に反対論を張っている。
そもそも『海賊史』に限らず、ある作品をデフォーのものと見なすかの論争は、デフォー研究家の間では昔からあるものであった。1790年から1970年までの間に、101から570の作品がデフォーの作だと見なされるようになり、これら判断は、外部証拠なく、「文体」を根拠に彼の作だと見なされていた。ムーアが出版した『ダニエル・デフォーの著作チェックリスト』だけでも、200作近くが新規に追加されている。『海賊史』に限らず、デフォー研究家が次々と特定の作品をデフォーのものとみなしていく傾向は、一般に疑念を抱かれるものであり、ある批評家は、この傾向に対して、いっそ18世紀初頭の匿名作品のすべてをデフォーのものと見なせば良いじゃないかと提案したほどであった:2–4, 102–108。
ファーバンクとオウインズの否定説では、当時の他の作品（その中にはしばしばデフォーの作とされるものも含む）との類似性の比較論と、そのような大規模で多様な作品群を購買しなければならないことによって生じる論理的な誤謬について言及している。ムーアが類似点として挙げ、デフォー作品の特徴として指摘したアイデアやフレーズの多くは18世紀にはありふれたものであった。ファーバンクらによればムーアが『海賊史』をデフォーの作とした根拠には、外的証拠はなく、それらいくつかの類似点という状況証拠のみであったという:2–4, 102–108。また2人は、ヘンリー・エイヴリーとジョン・ゴウに関する記述について矛盾があることを挙げている。
著述家のコリン・ウッダードは自著『The Republic of Pirates（海賊共和国）』の中で、下記、ナサニエル・ミスト説を挙げ、デフォー説に反対している。

### ナサニエル・ミスト説
出版者兼ジャーナリストであったナサニエル・ミスト（もしくは彼の部下）がジョンソンの正体とする説がある。
コリン・ウッダードは、Bialuschewskiの2004年の論文を引用して、ミストの方がデフォーよりも「遥かに可能性が高い」としている。具体的には、ミストは西インド諸島に精通していた元船乗りという経歴を持ち、『海賊史』を出版したチャールズ・リヴィントンの近くに住むと同時にジャーナリストかつ出版者として仕事上の付き合いがあり、政府刊行物発行所（Her Majesty's Stationery Office）に本を登記した者の名はミストであること、また、ミストはジャコバイトであったこと（『海賊史』ではジャコバイトと見られた一部の海賊が同情的に書かれていた）などを、ウッダードは根拠に挙げている。

## 関連文献
- Charles Johnson (1724), A General History of the Robberies and Murders of the Most Notorious Pyrates